# Eggshells
Eggshells è un film indipendente del 1969 a basso costo, diretto da Tobe Hooper. Si tratta del primo film del regista, fatto con l'aiuto di Kim Henkel, con il quale in futuro collaborerà ancora per dirigere il suo film più celebre: Non aprite quella porta.

## Distribuzione
Eggshells è inedito in Italia, ma è stato inserito (in lingua originale e con sottotitoli italiani) nel cofanetto Midnight Factory de Il tunnel dell'orrore, altro film di Tobe Hooper.